# Songji-myeon
Songji-myeon (koreanska: 송지면) är en socken i Sydkorea. Den ligger i kommunen Haenam-gun i provinsen Södra Jeolla, i den södra delen av landet, 355 km söder om huvudstaden Seoul.